# Божа-Воля (Куявсько-Поморське воєводство)
Божа-Воля (пол. Boża Wola) — село в Польщі, у гміні Барухово Влоцлавського повіту Куявсько-Поморського воєводства.
Населення — 139 осіб (2011).
У 1975-1998 роках село належало до Влоцлавського воєводства.

## Демографія
Демографічна структура станом на 31 березня 2011 року:
|          | Загалом | Допрацездатний вік | Працездатний вік | Постпрацездатний вік |
| -------- | ------- | ------------------ | ---------------- | -------------------- |
| Чоловіки | 72      | 18                 | 51               | 3                    |
| Жінки    | 67      | 11                 | 38               | 18                   |
| Разом    | 139     | 29                 | 89               | 21                   |